# Французское имя
Система имён, принятая во Франции, во многом схожа с общеевропейской. Обычно француз имеет одно или несколько личных имён и фамилию. Традиционно большинство людей получает имена из Римско-католического календаря святых.

## Формы обращения

### Бытовые
Вежливому обращению во французском языке обычно предшествует титул:
- Monsieur, по отношению к мужчине; произносится как «месьё» с коротким «е» или вообще «мсьё». Множественное число — Messieurs (произносится как «месьё» с «е» нормальной длины). Аббревиатуры: M., во множественном числе MM. Также встречаются, хоть и являются некорректными, варианты Mr., Mrs. Этимологическое значение Monsieur — «Мой господин».
- Mondemoiseau, исторический титул мужчин, не достигших титула рыцаря, использовался так же, как современное mademoiselle. Множественное число — Mesdemoiseaux. Титул теряет употребление с XVII века и не используется в современной разговорной речи, однако встречается в произведениях французских классиков, например, у Мольера.
- Madame, по отношению к замужней, разведённой или вдовствующей женщине; произносится как «мадам». Множественное число: Mesdames («медам»). Аббревиатуры: Mme. множественное число: Mmes. Этимологическое значение — «Моя госпожа».
- Mademoiselle, по отношению к незамужней женщине. Произносится как «мадемуазель» с короткой «е» или «мадмуазель»; множественное число — Mesdemoiselles. Аббревиатуры: Mlle., во множественном числе: Mlles. Этимологическое значение — «Моя девица». Во времена правления Валуа и Бурбонов (с XIV века по XVIII век) титул Mademoiselle применялся и по отношению к замужним женщинам, однако, эта традиция исчезла после Великой Французской революции. В настоящее время существует тенденция обращения ко всем (незнакомым) молодым женщинам и девушкам Mademoiselle, а более старшим — Madame. Mademoiselle также применяется при обращении к актрисам в титрах и афишах, вне зависимости от их возраста и семейного положения. В настоящее время имеет тенденцию реже использоваться в пользу «мадам» некоторыми группами, такими как феминистские движения, поскольку они считают такое использование дискриминирующим и неуважительным[1].

При упоминании военнослужащих в третьем лице применяется конструкция звание+фамилия («colonel Dupont»), без упоминания имени.

## Имя
Французское законодательство позволяет человеку иметь несколько личных имён. Только одно из них (как правило, первое) используется в повседневной практике, остальные — только в официальных документах, таких как свидетельства о рождении, смерти и браке. При этом, составные имена католической традиции, такие как Жан-Клод, Жан-Жак, являются одним (единым и неделимым) именем. Жан-Клода ни при каких обстоятельствах не назовут ни Жаном, ни Клодом.
Почти все традиционные имена зависят от пола. Однако некоторые имена, такие как Dominique (полностью нейтрально в гендерном отношении), Claude (традиционно мужское) и Camille (традиционно мужское, теперь в основном женское), даются как мужчинам, так и женщинам. Некоторые имена произносятся одинаково, но имеют разное написание, например, Frédéric (мужское) и Frédérique (женское). В средние века женщин часто называли Philippe (Philippa), теперь это исключительно мужское имя (Philip), или мужским именем Anne (Ann), теперь почти исключительно женское (за исключением второго или третьего имени, в основном в Бретани). С середины XIX и до начала XX века Marie было популярным именем как среди мужчин, так и среди женщин, однако до и после этого периода оно почти исключительно давалось женщинам как имя, хотя иногда его давали мужчинам как второе или третье имя, особенно в набожных католических семьях.
Имена выбирают родители ребёнка. В настоящее время не существует юридических ограничений на выбор имени, но так было не всегда. Выбор имен, первоначально ограниченный только традицией называть детей в честь святых, был ограничен законом в конце XVIII века. В 1966 году новый закон разрешил ограниченное количество мифологических, региональных или иностранных названий, существительных (Olive, Violette), уменьшительных и альтернативных написаний. Лишь в 1993 году французским родителям была предоставлена свобода давать имя своему ребёнку без каких-либо ограничений. Однако если орган ЗАГС считает, что выбранные имена (отдельно или в сочетании с фамилией) могут нанести ущерб интересам ребёнка или праву других семей защищать свою фамилию, то может передать дело местную прокуратуру, которая может передать дело в местный суд, который может отклонить выбранное имя. Такие отказы редки и в основном касаются имён, которые могут подвергнуть ребёнка насмешкам.

## Фамилия
Официальным началом зарождения французских фамилий можно назвать 1539 год, когда королевский указ закрепил за каждым французом его семейное имя (кличку, прозвище), и под этим именем (и ни под каким другим) он и его потомки отныне и навсегда должны были записываться в церковно-приходских книгах. Менять его по своему желанию было запрещено.
Количество фамилий во Франции оценивается от 800 000 до 1 300 000. Большинство фамилий имеют орфографические и диалектные варианты (для некоторых более 40), которые были зарегистрированы как совершенно отдельные примерно в 1880 году, когда были выпущены «Семейная книга записей». По данным Института статистики (INSEE), с 1891 по 1990 год в стране было зарегистрировано более 1 300 000 фамилий, а около 200 000 исчезли (в основном уникальные орфографические варианты). По разным оценкам, от 50 до 80 % французских граждан могут носить редкие фамилии (на момент переписи в живых оставалось менее 50 носителей). Не все фамилии имеют французское происхождение, поскольку многие семьи имеют иммигрантские корни.
Фамилия ребёнка до недавнего времени практически всегда наследовалась от отца; и только если отец был неизвестен, она наследовалась от матери. С 2005 года статья 311-21 Гражданского кодекса Франции разрешает родителям давать своим детям фамилию отца или матери или их обоих через дефис (не более двух фамилий). В случае разногласий фамилии обоих родителей пишутся через дефис в алфавитном порядке, используя только первую фамилию, если у каждого из них двойная фамилия, написанная через дефис.
В первую десятку списка самых распространённых французских фамилий, включающий рождения с 1891 по 1990 год, ходят: 1) Мартен, 2) Бернар, 3) Томас, 4) Пети, 5) Робер, 6) Ришар, 7) Дюран, 8) Дюбуа, 9) Моро, 10) Лоран. В другом списке, включающем рождения только между 1966 и 1990 годами, первая десятка выглядит так: 1) Мартен, 2) Бернар, 3) Томас, 4) Робер, 5) Пети, 6) Дюбуа, 7) Ришар, 8) Гарсия, 9) Дюран, 10) Моро.